# Лізгунова Ольга В'ячеславівна
Лізгуно́ва О́льга В'ячеславівна (нар. 18 березня 1987, Миколаїв) — українська співачка, солістка трьох музичних гуртів: «Пающіє труси», «Скрябін» та «LIZ GUN». Розпочала кар'єру 2008 року. З 2021 року відома за ім'ям Ольга Ернст, під яким почала сольну кар'єру.

## Біографія

### Перші кроки
Олю випадково почув Володимир Бебешко в Київському державному коледжі естрадного та циркового мисецтв (тепер Муніципальна академія імені Утьосова). Вона вже не була студенткою, але через те, що в коледжі на честь Бебешка організували мініконцерт, директор запросив Олю виступити. Після виступу Володимир запросив Олю записати кілька демо-версій в себе в студії і там же вони записали першу пісню для гурту «Пающіє труси». Так Ольга познайомилася і з Кузьмою Скрябіним, з тих пір вони співпрацювали.
Оскільки Оля не могла працювати в гурті «Пающіє труси» через джазовий оркестр Олександра Фокіна (РадіоБенд Олександра Фокіна), Кузьма запропонував їй записувати вокал за кадром: «А дівчата будуть „співати“».

### LIZ GUN (BI-O-SHOCK)
В 2013 році гурт змінив свою назву на «LIZ GUN».

## Сольна кар'єра та вихід із гурту «Пающіє труси»
Ольга «Шпрот» Лізгунова фронтвумен гурту оголосила про відхід з колективу «Пающіє труси», але при цьому продовжить співпрацю з продюсером Володимиром Бебешко, як сольна артистка під ім'ям Olga Ernst.

## Дискографія

### Гурт«Пающіє труси»

#### Альбом «Попса»[2]2009
| Рік  | Сингл                        | Тривалість |
| ---- | ---------------------------- | ---------- |
| 2009 | «Попса»                      | 3:36       |
| 2009 | «Поющие трусы»               | 3:39       |
| 2009 | «Мобила — потеха для дебила» | 3:24       |
| 2009 | «Кровать продюсера»          | 3:11       |
| 2009 | «Чёрный пудель»              | 3:36       |
| 2009 | «Стринги»                    | 3:32       |
| 2009 | «Де мимур?»                  | 3:52       |
| 2009 | «Вафли»                      | 3:13       |
| 2009 | «Пластический хирург»        | 3:56       |
| 2009 | «Западло»                    | 3:57       |
| 2009 | «Тазик оливье»               | 3:08       |
| 2009 | «Пающіє труси»               | 3:39       |

#### Альбом «Интим не предлагать»[3]2012
| Рік  | Сингл                                     | Тривалість |
| ---- | ----------------------------------------- | ---------- |
| 2012 | «Девчонки олигархов»                      | 3:30       |
| 2012 | «Интим не предлагать (видеоверсия)»       | 3:59       |
| 2012 | «Как Алла»                                | 3:59       |
| 2012 | «Василёк»                                 | 3:47       |
| 2012 | «Калимера»                                | 3:16       |
| 2012 | «Сауна»                                   | 3:51       |
| 2012 | «Розпрягайте хлопці коней»                | 3:07       |
| 2012 | «Підманула…»                              | 2:52       |
| 2012 | «Девочка»                                 | 3:54       |
| 2012 | «Фабрика звёзд»                           | 3:21       |
| 2012 | «Пластический хирург (украинская версия)» | 3:51       |
| 2012 | «Пластический хирург (диско ремикс)»      | 3:51       |
| 2012 | «Пластический хирург (английская версия)» | 2:26       |

### Гурт «LIZ GUN»
| Рік  | Сингл            | Тривалість |
| ---- | ---------------- | ---------- |
| 2011 | «Игрушки»        | 3:45       |
| 2012 | «Биоробот»       | 4:13       |
| 2012 | «Стриптизерша»   | 4:10       |
| 2012 | «Fast food»      | 3:24       |
| 2013 | «Time is comin'» | 4:57       |

### Гурт«Скрябін»
| Рік | Сингл          | Тривалість |
| --- | -------------- | ---------- |
| -   | «Випускний»    | 4:14       |
| -   | «Мам»          | 5:02       |
| -   | «Буковель»     | 3:03       |
| -   | «Дура-цензура» | 4:45       |

## Кліпи

### Гурт«Пающіє труси»
- 2008 — Тазик оливье
- 2009 — Вафли (цензурна і нецензурна версії)
- 2010 — Пластический хирург (цензурна і нецензурна версії)
- 2010 — Как Алла (версія 1 і 2)
- 2010 — Сауна (цензурна і нецензурна версії)
- 2011 — Интим не предлагать (цензурна і нецензурна версії)
- 2011 — Калимера
- 2011 — Девочка
- 2011 — Девчонки олигархов
- 2012 — Василёк (цензурна і нецензурна версії)
- 2012 — Москва-Колыма
- 2012 — Девочки-сосульки (feat. Сергій Звєрєв і Свєта з Іваново)
- 2013 — Мумитроль
- 2013 — Ничего не помню
- 2014 — Му-му

### Гурт «LIZ GUN»
2012 — БИОРОБОТ на YouTube

### Гурт«Скрябін»
2011 — Маршрутка на YouTube
2012 — Дівчина з кафешки на YouTube

## Фільми
| Рік  |   | Назва                  | Роль  |    |
| ---- | - | ---------------------- | ----- | -- |
| 2012 | ф | Новое платье Королёвой | камео | ру |
| 2012 | ф | Богини                 | камео | ру |